# Over de grenzen van de tijd...
Over de grenzen van de tijd... (Frans: Où le regard ne porte pas...) is een Franse beeldroman in twee delen, geschreven door Georges Abolin en  Olivier Pont, getekend door Pont en ingekleurd door Jean-Jacques Chagnaud. De reeks is gepubliceerd door uitgeverij Dargaud.

## Het verhaal
Het eerste deel van de serie vertelt het verhaal van vier kinderen in het traditionele Italiaanse vissersdorp Barellito in 1906. Bij aanvang van het verhaal arriveert één van hen, William, met zijn ouders en zusje vanuit Londen in het Italiaanse dorp. Zijn vader, een goede en genereuze man, heeft de naïviteit om te geloven dat de harde en gesloten inwoners van dit kleine dorp de technologische vooruitgang (een motorvissersboot) en zijn grootse industriële visserijprojecten positief zullen verwelkomen. William raakt al snel in de ban van het meisje Lisa die hem met veel plezier verwelkomt en hem integreert in een kleine vriendengroepje. Lisa lijkt vreemde krachten te bezitten.
Het tweede deel van de serie begint in juli 1926. Lisa heeft het oude vriendenclubje na twintig jaar bijeen geroepen in Istanboel. Zij verzoekt hen om haar te vergezellen op een expeditie naar Costa Rica om haar geliefde te gaan zoeken.

## Albums
| Nummer | Titel  | Verschenen | Uitgeverij |
| ------ | ------ | ---------- | ---------- |
| 1      | Deel 1 | 2004       | Dargaud    |
| 2      | Deel 2 | 2004       | Dargaud    |

## Ontvangst
De makers ontvingen voor het eerste deel van deze beeldroman de Prix Saint-Michel voor het beste Franstalige album. De serie won ook de Grand prix RTL voor strips.